# Yasin Karaca
Yasin Karaca (Paal, 16 dicembre 1983) è un ex calciatore turco, di ruolo ala o trequartista.

## Carriera
Cresciuto nelle giovanili dell'Anderlecht, ha giocato in squadre di massima serie belghe, olandesi e turche, fino ad approdare al Dudelange, con cui ha vinto il campionato lussemburghese.
Nella stagione 2002-2003 ha trascorso un periodo di prova con il Galatasaray.